# 卡萊爾鎮區 (伊利諾伊州克林頓縣)
卡萊爾鎮區（英語：Carlyle Township）是位於美國伊利諾伊州克林頓縣的一個行政鎮區。

## 地方資料
根據2010年美國人口普查的數據，卡萊爾鎮區的面積為53.50平方千米，當中陸地面積為46.20平方千米，而水域面積為7.30平方千米。當地共有人口3863人，而人口密度為每平方千米72.21人。